# Феликс Шварценберг
Княз Феликс цу Шварценберг (на немски: Felix Prinz zu Schwarzenberg) е австрийски държавник, министър-председател от 1848 до 1852 година.
Съвпаднало с началото на дългото царуване на император Франц Йосиф (1848 – 1916), относително краткото управление на Шварценберг е белязано с потушаването на буржоазната революция във Виена и на освободителните въстания в Унгария и Северна Италия. Чрез ограничени реформи и централизирана администрация Шварценберг постига вътрешнополитическо стабилизиране на Австрийската империя. Във външнополитически план той успява да върне на Австрия първенството в конфедерацията на германските държави, пресичайки както опитите на демократите от Франкфуртското национално събрание за приобщаване на Австрия като второстепенен фактор към федерална „Велика Германия“, така и стремежа на Прусия да обедини Северна Германия под свое ръководство. Ефектът от тези успехи отминава с военните поражения от Франция през 1859 и от Прусия през 1866 година – години след смъртта на Шварценберг.

## Политическа биография

### Младини и дипломатическа кариера
Феликс Шварценберг произлиза от немски княжески род с големи имения в Бохемия (днешна Чехия). Получава образование от частни учители. На 18 години постъпва в кадетско училище. Под влияние на Метерних, през 1824 година се отдава на външната политика, без да се откаже от щата си в армията. Шварценберг започва дипломатическата си кариера като аташе в Санкт Петербург. Следват мисии в Португалия, Бразилия, Лондон, Париж и Берлин. През 1838 година е назначен за посланик в Торино, столица на кралство Пиемонт. Шест години по-късно е прехвърлен в друга италианска държава – Кралството на двете Сицилии. Остава посланик там до март 1848 година, когато Италия и Австрия са обхванати от революционни брожения.

### Издигане начело на правителството
Във войната с Пиемонт и въстанала Венеция през пролетта на 1848 година Шварценберг командва пехотна бригада първо като генерал-майор, а по-късно като фелдмаршал-лейтенант, под командването на Йозеф Радецки. През лятото е изпратен от Радецки във временното седалище на австрийското правителство в Инсбрук. В тамошните консултации Шварценберг успява да убеди австрийското правителство да не допуска компромис и териториални отстъпки за пиемонтците, въпреки тежкото вътрешнополитическо положение вследствие от революциите във Виена и Унгария. През август, след победата при Кустоца, Шварценберг води преговорите, приключили с временно примирие с пиемонтския крал Карл Алберт.
През октомври 1848 година, по време на поредното въстание на виенчани, Шварценберг е поставен начело на правителството. В края на същия месец въстанието е жестоко потушено, а на 21 ноември Шварценберг е официално назначен за министър-председател. За да си създаде условия за по-решителна политика, в началото на декември 1848 година той издейства абдикацията на слабоволевия император Фердинанд в полза на младия Франц Йосиф. Няколко месеца по-късно, през март 1849 година Райхстагът е разпуснат, а конституционните му проекти са заменени с издадена от императора („октроирана“) конституция. И зад двата акта на император Франц Йосиф стоят министър-председателят Шварценберг и зет му, командващият армията фелдмаршал Алфред Виндишгрец.

### Политика спрямо Унгария
С издигането на Шварценберг, който е противник на унгарската автономия, противоречията между имперското и унгарското правителство ескалират във въоръжен конфликт. Бойните действия търпят няколко обрата, но в крайна сметка австрийците побеждават, благодарение на военната помощ на Русия, договорена от Шварценберг. Шварценберг орязва териториално и лишава от всякакви форми на самостоятелност победената страна, въвеждайки централизирана немскоезична администрация.

### Политика по германския въпрос
Опирайки се на военните успехи на имперските военачалници Хайнау и Радецки срещу Унгария и Пиемонт и на подкрепата от руския цар Николай I, Шварценберг провежда твърда политика срещу революционното движение, обхванало Германия през 1848 – 1849 година. Съвместно с Прусия, той отхвърля решенията на Франкфуртския парламент за създаване на германска федерация. Впоследствие, в съюз с Бавария, Вюртемберг, Хановер и Саксония се противопоставя на Ерфуртския съюз, организиран от пруския крал Фридрих Вилхелм IV. В разгара на конституционната криза в Хесен през есента на 1850 година се стига до австрийски ултиматум към правителството Берлин. В крайна сметка Шварценберг успява без кръв да възстанови организацията на германските държави отпреди революциите с водеща роля на Австрия. Това става чрез Олмюцкото споразумение и отбранителния съюз, сключен с Прусия през 1851 година.

### Вътрешна политика
Успоредно с външнополитическите успехи Шварценберг губи постепенно вътрешнополитическата си власт. Макар да е противник на конституционализма и да не прилага на практика много от свободите, прокламирани с Мартенската конституция, той е против открити реакционни мерки. Този възглед е в противоречие с претенциите на младия император. Утвърдил се на престола, през 1851 година Франц Йосиф създава нов административен орган – Райхсрат, начело с барон Карл Кюбек, който скоро иззема правомощията на правителството на Шварценберг. В навечерието на новата година императорът издава „патент“, с който отменя конституцията. Шварценберг запазва министър-председателския пост, но умира през април 1852 година, малко след установяването на неоабсолютизма в Австрия.

## Личен живот
През 1828 година, докато е в Лондон като военен аташе в австрийското посолство, Шварценберг се запознава с лейди Джейн Елънбъро. Любовната им връзка предизвиква обществен скандал и намесата на Камарата на лордовете, тъй като съпругът на лейди Джейн – лорд Едуард Елънбъро, е с високо социално и политическо положение. Двамата заминават за Париж, където Шварценберг е прехвърлен по нареждане на Метерних. Там им се ражда дъщеря – Матилда, но скоро след това Джейн напуска Шварценберг.
В началото на 1847 година в Триест, където отсяда на път за Неапол при завръщането си от политически консултации във Виена, Шварценберг заболява от тиф. Успява да пребори болестта, но тя се отразява трайно върху физическото му състояние.